# Osselets (jeu)
Pour les articles homonymes, voir Osselet.

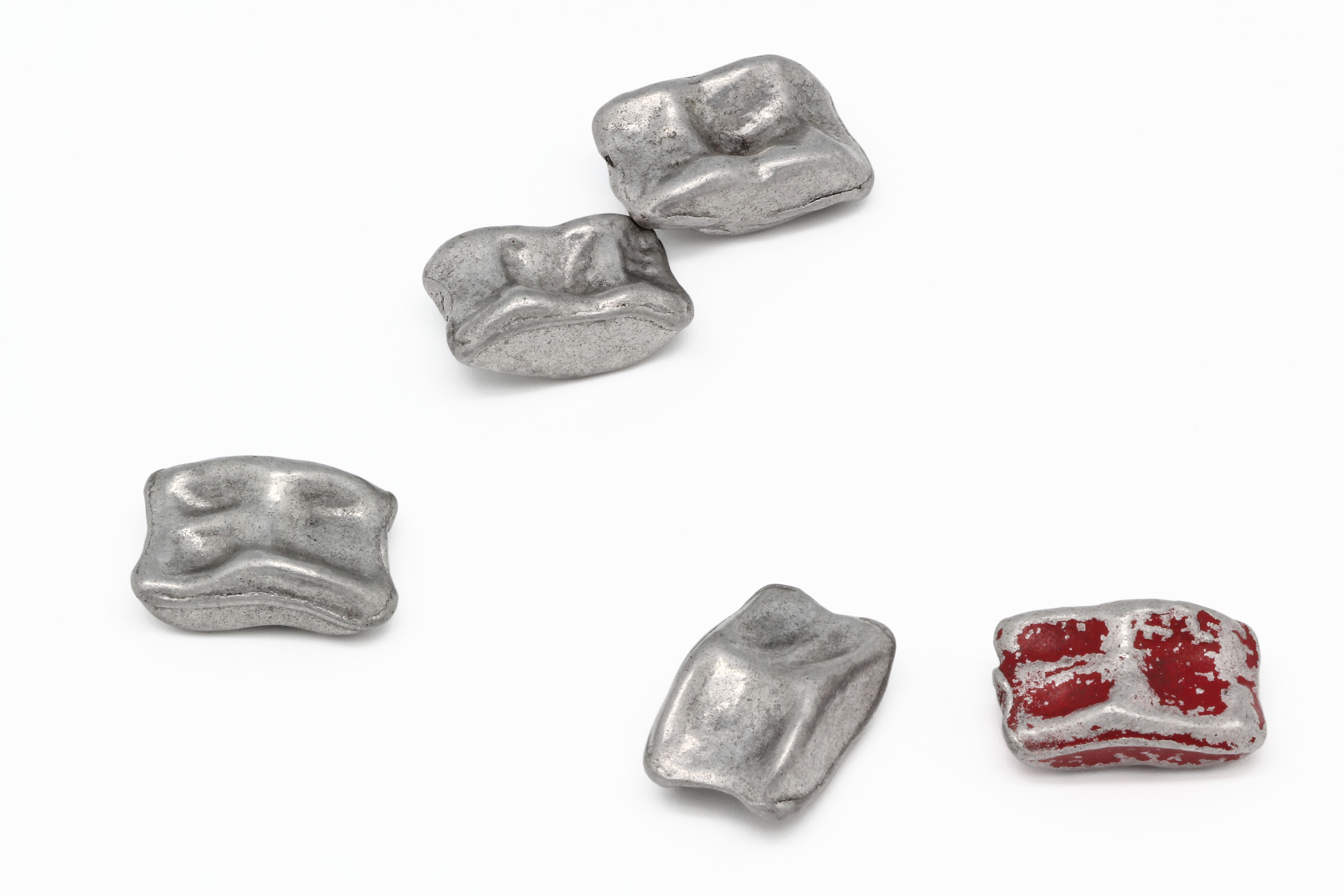
Un jeu d'osselets métalliques.

Le jeu des osselets est un jeu d'adresse ancêtre des jeux de dés qui remonte à l'Antiquité.

## Historique

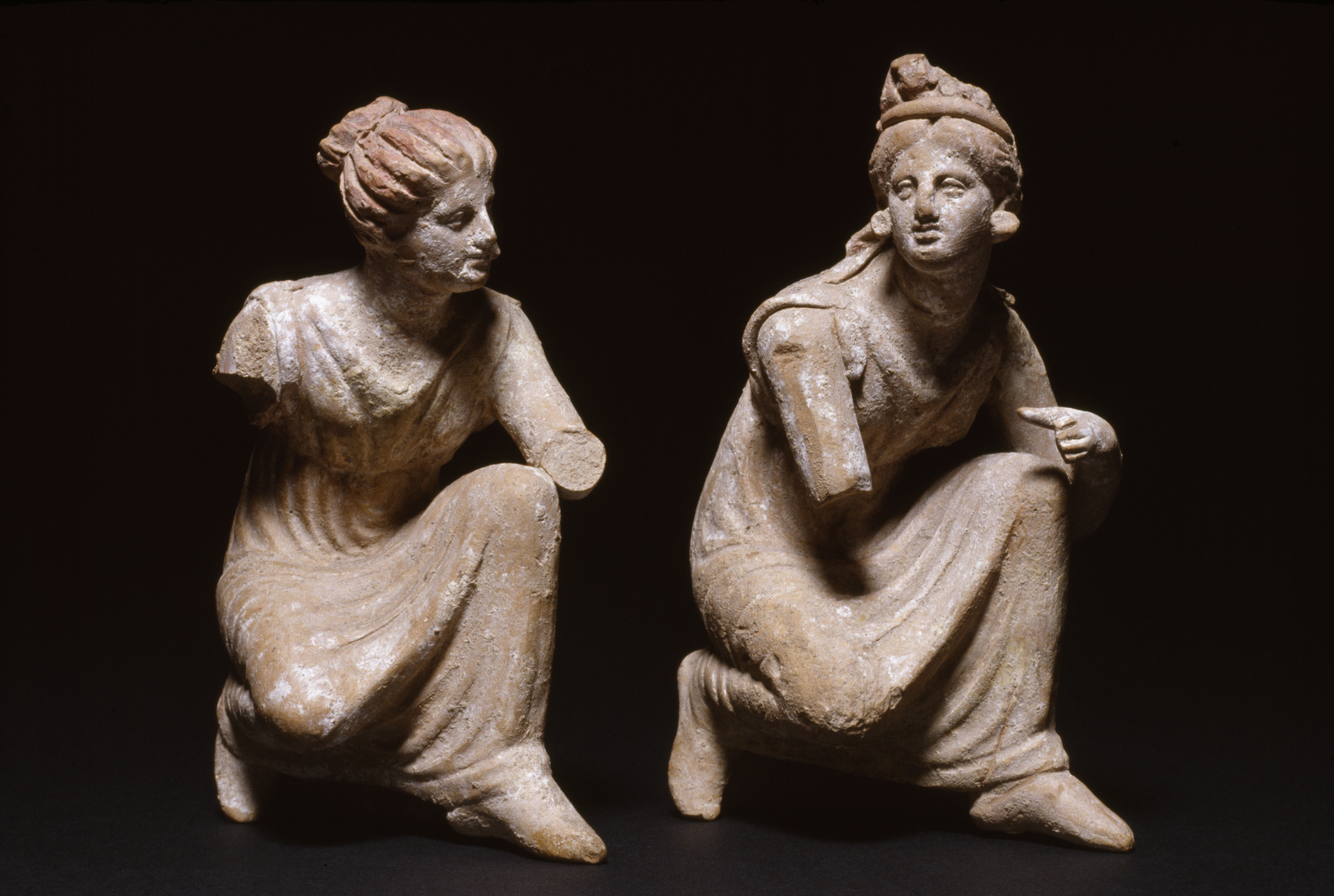
Femmes accroupies jouant aux osselets, terre cuite de l'époque hellénistique, Baltimore, Walters Art Museum.

Les osselets se rencontrent dans tout le bassin méditerranéen. Une peinture à l'encaustique du peintre Alexandre l'Athénien appelée Les Joueuses d'osselets a été découverte à Herculanum. Le jeu se joue avec de petits os qui ont une forme particulière (ils composent le tarse ou l'astragale du très jeune mouton ou d'autres animaux), leur permettant de se glisser à la racine des doigts (les osselets artificiels du commerce sont beaucoup plus petits que les osselets naturels). C'est un jeu très populaire en Grèce antique. Socrate prend les osselets (talus en latin, et astragalos en grec) comme exemple lorsqu'il raisonne avec Théétète sur l'idée de quantité (Théétète, 154c). 
Ils sont à l'origine des dés sous le nom d’astragaloi, comportant quatre faces planes, deux larges et deux étroites. Dès l'antiquité, le jeu se jouait également comme jeu d'adresse de lancement, le penthelita.
À l'époque moderne, on ne joue plus guère avec de vrais osselets, mais avec des copies en métal ou en plastique, plus petits, et donc plus faciles à manipuler pour les enfants mais dont le poids — trop léger pour le plastique — et la surface trop lisse empêchent d'accomplir les figures compliquées.

## Description du jeu

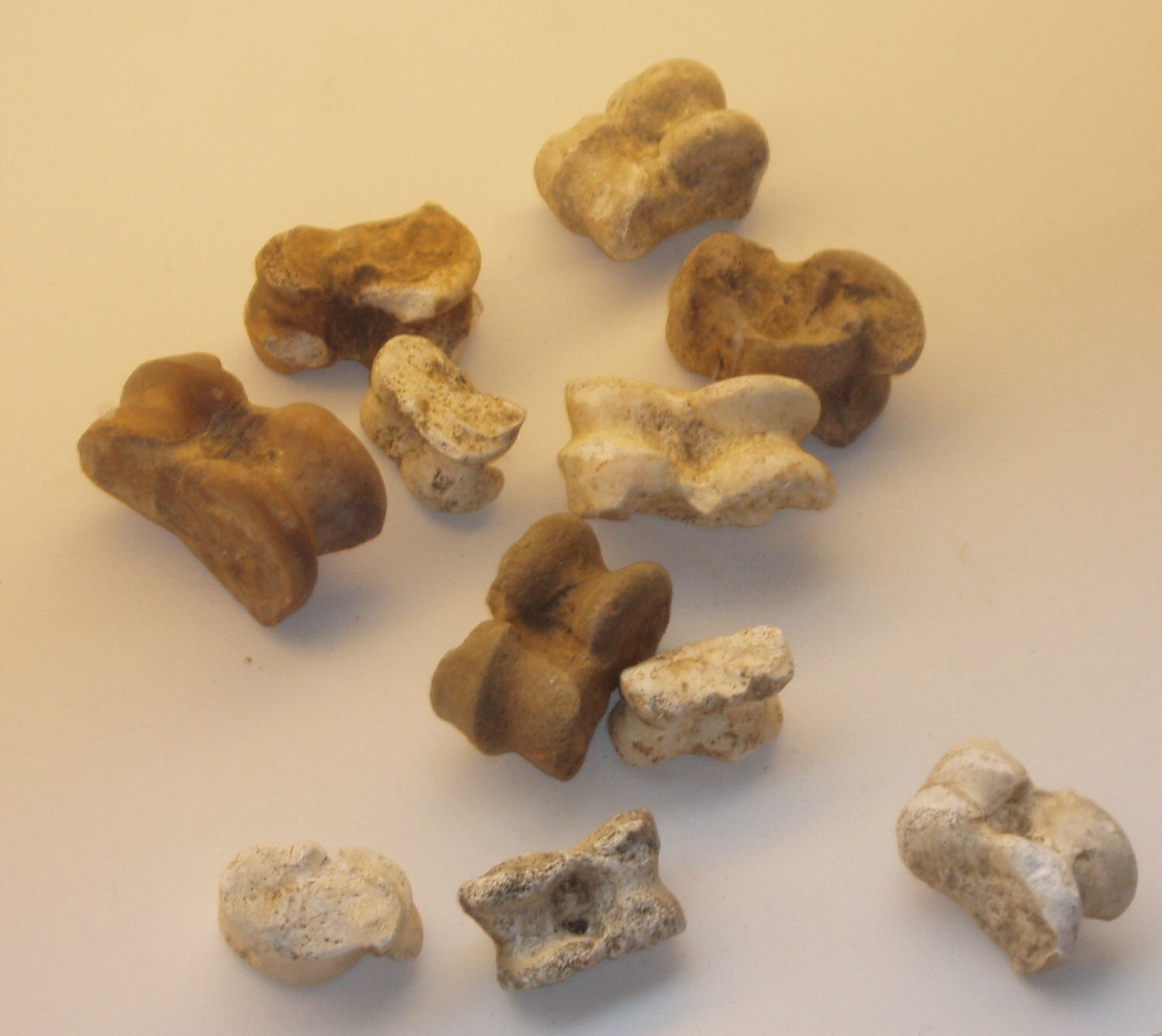
Osselets naturels.

Dans l'Antiquité, lorsque les osselets étaient utilisés en tant que dés, chacune des quatre faces portaient les valeurs suivantes :
- les faces larges :
  - la face convexe : IV (4)
  - la face concave : III (3)
- les faces étroites :
  - la face plane : I (1)
  - la face sinueuse : VI (6)

Un jeu d'osselets comporte habituellement cinq osselets, dont un peut être identifié, par exemple par une couleur différente. On appelle cet osselet « le Père ».
Une des règles de ce jeu consiste à tester son adresse et sa rapidité en :
- lançant en l'air un osselet (en général le Père ) ;
- ramassant un osselet parmi ceux posés par terre ;
- et en rattrapant le Père avant qu'il touche le sol.

Au premier tour, on ramasse donc quatre fois un osselet. Au deuxième tour, il faut ramasser deux fois deux osselets à la fois, puis trois osselets et un, et enfin les quatre.
À l'issue de ces quatre tours de jeu, on fait une « retournette » : on lance tous les osselets en l'air et on tente d'en rattraper le plus possible sur le dos de la main. On devra ensuite les relancer et les rattraper en pratiquant ce qu'on appelle « le coup de cent » : d'abord, on positionne les osselets sur le dos de la main en bougeant légèrement les doigts, sans bien sûr s'aider de l'autre main. Si un osselet tombe pendant l'opération, c'est perdu et les osselets passent au joueur suivant. Le but de ce positionnement est de placer les osselets en deux groupes — si l'on en a rattrapé quatre sur cinq, par exemple un groupe de trois et un tout seul —, puis on les relance en l'air et on les rattrape dans la paume de la main, alternativement par un mouvement de supination, suivi d'un autre de pronation : on prend au moins un osselet au premier passage (supination) et tous les autres au second (pronation), en opérant entre les deux un pivotement rapide de la main au niveau du poignet.
Ce « coup de cent » apporte, comme son nom l'indique, 100 points par osselet, donc par exemple 300 points si l'on réussit cette retournette avec trois osselets : deux pris en supination et le dernier en pronation, ou l'inverse au choix du joueur.
Après une retournette réussie, le joueur reprend comme expliqué ci-dessus et « fait les un », puis « fait les deux », et ainsi de suite jusqu'à la retournette suivante.
À chaque fois que l'on atteint ou dépasse un millier de points se place une variante plus difficile qu'on appelle « les omelettes ». Cela consiste à « faire les un », puis les deux, les trois, etc. comme dans le jeu normal, sauf qu'au lieu de poser à l'écart les osselets capturés, on doit tous les garder dans la main. Ainsi, quand on « fait les deux » normaux, on jette le père en l'air, on ramasse deux osselets, on rattrape le père lorsqu'il redescend. Puis, on pose à l'écart les deux osselets que l'on vient de capturer et on répète le mouvement pour les deux derniers. Cela n'est déjà pas forcément si facile en fonction de la distance séparant les osselets, obligeant à réaliser parfois des « balayettes » sur plusieurs dizaines de centimètres. Pendant les omelettes, l'exercice est rendu plus complexe par le fait qu'au lieu de reposer à l'écart les deux osselets capturés, il faut les garder en main : dans le « deux d'omelettes », donc, ce n'est pas que le père qu'on lance pour aller capturer les deux derniers osselets pendant qu'il est en l'air, mais ce sont trois osselets qu'il faut lancer et rattraper ensemble lorsqu'ils retomberont.
Les omelettes réussies, on opère une nouvelle retournette, puis l'on reprend le jeu normal.
Une partie se déroule normalement en 5 000 ou 10 000 points, et peut comporter d'autres figures complexes en fin de jeu, notamment la « tête de mort », qui consiste à insérer les quatre osselets à la racine des doigts, puis à les ramener dans la paume à l'aide du pouce, tout en gardant le père à plat sur le dos de la main sans le faire choir.